# Benito Cocchi

Erzbischofswappen von Benito Cocchi

Benito Cocchi (* 5. November 1934 in Minerbio, Provinz Bologna; † 5. Mai 2016 in Bologna) war Erzbischof von Modena-Nonantola.

## Leben
Benito Cocchi empfing am 14. März 1959 die Priesterweihe für das Erzbistum Bologna.
Papst Paul VI. ernannte ihn am 12. Dezember 1974 zum Titularbischof von Zaraï und zum Weihbischof in Bologna. Die Bischofsweihe spendete ihm der Erzbischof von Bologna, Antonio Kardinal Poma, am 6. Januar 1975; Mitkonsekratoren waren Marco Cé, Weihbischof in Bologna, und Luigi Dardani, Bischof von Imola.
Am 22. Mai 1982 berief ihn Johannes Paul II. zum Bischof von Parma-Fontevivo und am 12. April 1996 wurde er zum Erzbischof von Modena-Nonantola ernannt. Dort wurde er am 9. Juni desselben Jahres in sein Amt eingeführt. Cocchi wurde 1995 ins Präsidium der Caritas Italien berufen, der er von Dezember 1997 bis Mai 2003 vorstand. Zudem war er Vizepräsident der Bischofskonferenz der Emilia-Romagna.
Am 27. Januar 2010 nahm Papst Benedikt XVI. sein aus Altersgründen vorgebrachtes Rücktrittsgesuch an. Er zog anschließend nach Bologna, wo er im Mai 2016 nach kurzer Krankheit verstarb.